# Nové Dvory, Žďár nad Sázavou
Nové Dvory là một làng thuộc huyện Žďár nad Sázavou, vùng Vysočina, Cộng hòa Séc.